# Kulturkvarteret Kristianstad

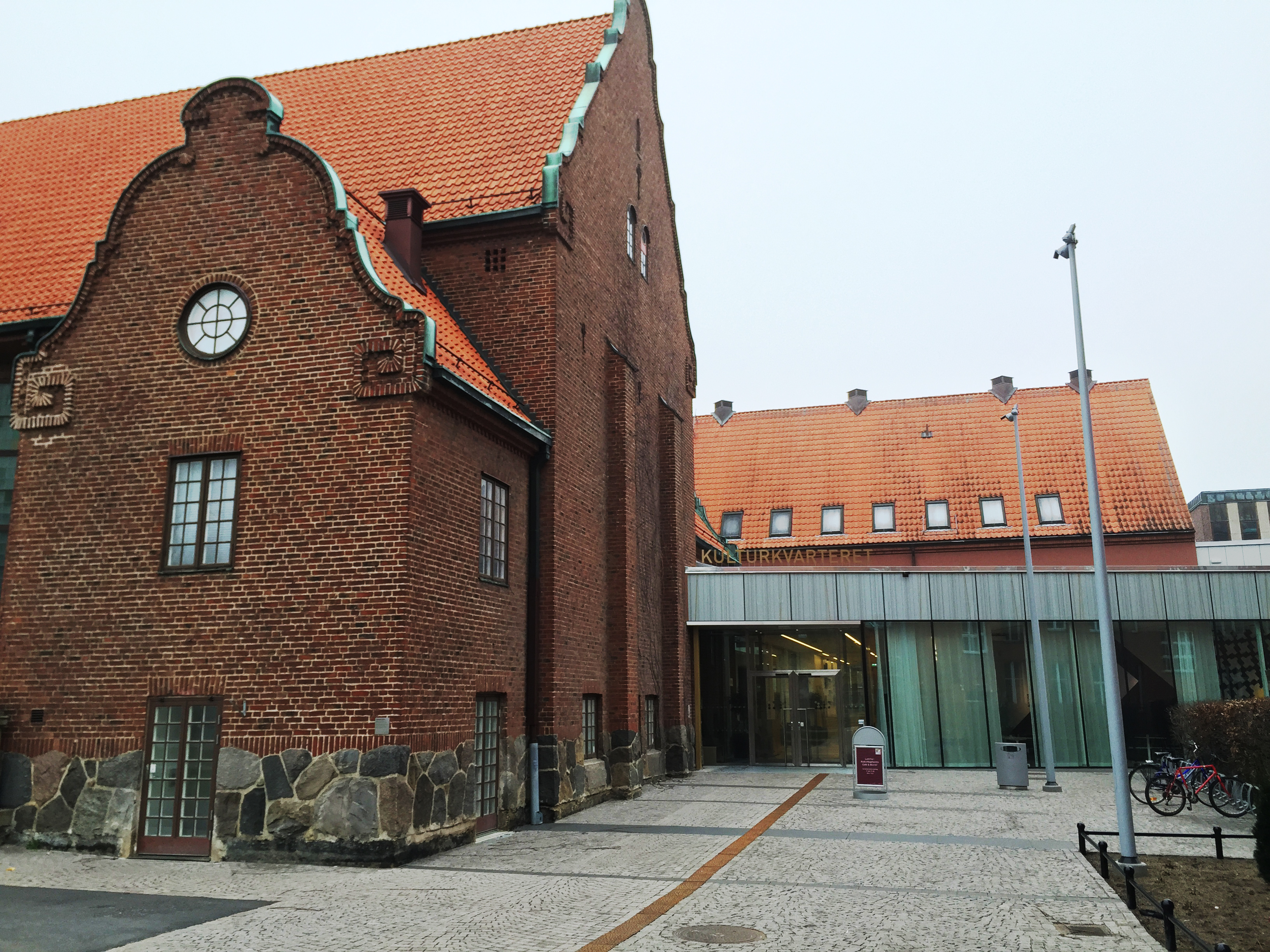
Kulturkvarteret Kristianstad

Kulturkvarteret Kristianstad ligger i centrala Kristianstad och består av Stadsbiblioteket, två konsertsalar (det tidigare Konserthuset Kristianstad) och Café & Bistro. Allt är sammanlänkat via en gemensam foajé, garderob och två nya entréer.
I augusti 2014 invigdes Kulturkvarteret Kristianstad, efter en om- och tillbyggnad som länkade samman Konserthusets två salar med Stadsbiblioteket, ett nytt tidningsrum, ett nytt Café & Bistro, en ny garderob i markplan och två nya entréer.

## Verksamhet
Musik i Syd har, på uppdrag av Kristianstads kommun, ansvar för verksamheten på Kulturkvarteret, i nära samarbete med Kultur & fritid/Stadsbiblioteket.